# Удовенко, Виктор Михайлович
Ви́ктор Миха́йлович Удове́нко (укр. Віктор Михайлович Удовенко; 8 февраля 1947, Киев, Украинская ССР, СССР) — советский и украинский футболист, тренер и футбольный функционер.

## Карьера футболиста
Родился Виктор Удовенко в Киеве на Подоле, там же в уличных футбольных баталиях проводил всё своё свободное время, играя вратарём. В 12 лет поступил в футбольную школу киевского «Динамо», где его первым тренером стал Николай Фёдорович Фоминых, определивший Виктора на позицию левого защитника. Через полтора года, после того как перед одним из матчей, заболел вратарь юношеской команды, Удовенко попросил тренера поставить его на ворота и с тех пор вратарское амплуа уже не менял. Позже тренировался у Виталия Голубева и Евгения Лемешко, бывшего динамовского вратаря. Перейдя со временем в молодёжную команду, занимался у ещё одного наставника, так же известного в прошлом вратаря — Олега Макарова.
В 1965 году было принято решение создать «Динамо-2», где могли бы играть молодые киевские футболисты. Команду заявили в класс «Б». Именно во втором динамовском коллективе Виктор дебютировал в играх среди команд мастеров. Но по окончании сезона, часть игроков было переведено в первую команду, а коллектив класса «Б» расформирован.
В 1966 году голкипер был призван в армию и как военнослужащий внутренних войск, напрвлен в динамовскую команду из Хмельницка, которую к тому времени возглавлял Евгений Лемешко. В том же году, хмельницкая команда победила в своей зоне класса «Б», но в переходных играх за путёвку в класс «А», уступила «Авангарду» из Жёлтых Вод.
В октябре 1969 года, голкипер принимает приглашение старшего тренера «Металлиста» Виктора Каневского и переезжает в Харьков. Сезон 1970 года в новом клубе, Виктор начал дублёром Александра Савченко. Дебют в харьковском клубе состоялся 1 июня 1970 года, в матче «Металлист» — «Днепр» (Днепропетровск) — 0:0. В игре второго круга «Крылья Советов» — «Металлист», молодой голкипер снова вышел на поле, заменив в рамке ворот приболевшего Савченко. Отыграв надёжно и сохранив свои ворота «на замке», заслужил место в стартовом составе и в последующих четырёх матчах также голов не пропускал. В матче 31 тура против ленинградского «Динамо», вратарь в столкновении с нападающим ленинградцев Говоровым, получил сильный удар в голову и потеряв сознание очнулся только в машине скорой помощи. Уже через две недели, после того как травмировался и второй голкипер, не до конца восстановившись, вынужден был снова стать в ворота. В целом харьковчане сезон провели неплохо, заняв итоговое 5 место. В начале следующего года команду покинул Виктор Каневский. Игра команды разладилась, команда начала терять важные очки, ухудшилось турнирное положение. Тем не менее Виктору удавалось показывать стабильную игру, не раз выручая команду от пропущенных мячей.
В конце сезона 1972 года, Удовенко поступило сразу два предложения от клубов высшей лиги. В «Пахтакор» звал Виктор Коневский, хорошо знавший возможности голкипера, а в днепропетровский «Днепр» приглашал Валерий Лобановский. Виктор выбрал второй вариант. Пройдя предсезонные сборы с днепропетровской командой, уже в преддверии начала чемпионата, Удовенко травмировал локоть и вскоре был прооперирован. Пройдя курс лечения и реабилитации, вратарь пропустивший часть сезона, приступил к тренировкам, начинает набираться игровой практики в дублирующем составе. Но в игре против резервистов киевского «Динамо», в борьбе за мяч с форвардом соперника, получает удар в затылок после чего теряет сознание, очнувшись только в больнице. И снова период лечения и восстановления. Тем временем Лобановский покидает Днепропетровск, возглавив киевское «Динамо». В этот период голкиперу поступает предложение от возглавившего «Металлист» Николая Королёва, вернуться в Харьков и помочь, переживавшей не лучшие времена команде.
В 1974 году, так и не сыграв за «Днепр» ни одного матча в основном составе, Виктор возвращается в Харьков, где на протяжении трёх сезонов защищает ворота «Металлиста». Последствия старых травм, не дававших играть в полную силу и появление молодых, перспективных голкиперов, подтолкнули опытного вратаря, в конце сезона 1976 года к решению закончить активную игровую карьеру.

## Тренерская карьера
Принявший в 1977 году «Металлист» Евгений Лемешко предложил Виктору Михайловичу остаться работать в клубе начальником команды. На этой должности Удовенко проработал полтора года, после чего в течение пяти лет был тренером и директором харьковской ДЮСШ. Позже, по приглашению того же Лемешко, вернулся в «Металлист», где работал его ассистентом и как помощник главного тренера был причастен к победе команды в Кубке СССР 1988 года. Но после этого успеха Лемешко оставил клуб. На его место был назначен молодой тренер Леонид Ткаченко, с которым Удовенко проработал почти четыре года. С его уходом игра харьковчан в чемпионате Украины разладилась, команда теряла важные очки, пошли частые смены тренеров, в итоге команда опустилась в низший дивизион. Со второго круга сезона 1995/96, после того как коллектив оставил очередной главный тренер харьковчан Виктор Камарзаев, «Металлист» возглавил, до этого многие годы работавший вторым тренером, Виктор Удовенко.
В августе 1996 года, с началом нового чемпионата, «Металлист» принял Михаил Фоменко, а Удовенко с этого сезона занял должность вице-президента клуба. При этом, занимая административную должность, продолжал работать с вратарями команды. В конце сезона 2000/01 закончился контракт у возглавлявшего к этому времени команду Виталия Шалычева. В заключительном матче 10 чемпионата Украины обязанности главного тренера исполнял снова Виктор Удовенко. Начало следующего сезона харьковский клуб начал с вернувшимся в команду Михаилом Фоменко, а Виктор Михайлович перешёл работать в его тренерский штаб, на должность начальника команды.
С 2005 по 2010 год, Удовенко работал в ФК «Харьков», занимая должность технического директора клуба. С 2011 года Виктор Михайлович Удовенко на административной работе в Профессиональной футбольной лиге Украины.

## Семья
Супруга, Алла Васильевна, работает в туристическом бизнесе. Дочь Ольга. Сын Олег, так же был профессиональным футболистом, выступал за команду «Металлист-2».

## Достижения
- Победитель зонального турнира класса «Б»: (1966)